# 緋色王城
《緋色王城》，是依歡的漫画。是繼《仙曲》之後的作品，在2010年8月9日發行單行本第一集《緋色王城－蝶之夢》。內容敘述在宮中的迷情故事，每雙月10日连载在「星少女」漫畫雙月刊。